# Lord-lieutenant du Staffordshire
Ceci est une liste de personnes qui ont servi comme lord-lieutenant du Staffordshire. Depuis 1828, tous les lord-lieutenants ont été également Custos Rotulorum of Staffordshire.

## Lord-lieutenants du Staffordshire
- Henry Stafford, 1er baron Stafford 1559
- George Talbot, 6e comte de Shrewsbury 3 juillet 1585 – 18 novembre 1590
- vacant
- Robert Devereux, 3e comte d'Essex 29 février 1612 – 17 juillet 1627
- Robert Carey, 1er comte de Monmouth 17 juillet 1627 – 3 février 1629
- Robert Devereux, 3e comte d'Essex 3 février 1629 – 1642
- Interregnum
- Robert Greville, 4e baron Brooke 13 août 1660 – 17 février 1677
- James Scott, 1er duc de Monmouth 24 mars 1677 – 12 décembre 1679
- Robert Spencer, 2e comte de Sunderland 12 décembre 1679 – 2 septembre 1681
- Charles Talbot, 12e comte de Shrewsbury 2 septembre 1681 – 2 septembre 1687
- Robert Shirley, 1re comte Ferrers 2 septembre 1687 – 19 novembre 1687
- Walter Aston, 3e Lord Aston de Forfar 19 novembre 1687 – 21 mars 1689
- William Paget, 6e baron Paget 21 mars 1689 – 26 février 1713
- Henry Paget, 1er comte d'Uxbridge mars 1713 – 28 octobre 1715
- Henry Newport (3e comte de Bradford) 28 octobre 1715 – 27 avril 1725
- Washington Shirley, 2e Comte Ferrers 27 avril 1725 – 14 avril 1729
- vacant
- Henry Shirley, 3e comte Ferrers mai 1731 – 16 juillet 1742[1]
- John Leveson-Gower, 1er comte Gower 23 juillet 1742 – 25 décembre 1754
- Granville Leveson-Gower, 1er marquis de Stafford 22 janvier 1755 – 21 octobre 1799
- George Leveson-Gower, comte Gower 21 octobre 1799 – 6 juin 1801
- Henry Paget, 1er comte d'Uxbridge 6 juin 1801 – 13 mars 1812
- Charles Chetwynd-Talbot, 2e comte Talbot 13 avril 1812 – 13 janvier 1849
- Henry Paget, 1er marquis d'Anglesey 3 février 1849 – 29 avril 1854
- Edward Littleton, 1er baron Hatherton 18 mai 1854 – 4 mai 1863
- Thomas Anson, 2e comte de Lichfield 19 juin 1863 – 14 juillet 1871
- Arthur Wrottesley, 3e baron Wrottesley 14 juillet 1871 – 18 mars 1887
- William Legge, 5e comte de Dartmouth 18 mars 1887 – 4 août 1891
- William Legge, 6e comte de Dartmouth 19 octobre 1891 – 6 mai 1927
- John Ryder, 5e comte de Harrowby 6 mai 1927 – 18 janvier 1948
- Harold Wallace-Copeland 18 janvier 1948 – 16 août 1968
- Sir Arthur Bryan 16 août 1968 – 6 septembre 1993
- Sir James Appleton Hawley 6 septembre 1993 – 29 mars 2012[2]
- Ian Dudson 29 mars 2012 – présent [3]

### Deputy Lieutenants
- Captain the Honourable Sir George Augustus Anson 1er janvier 1901 [4]